# グレゴリアーナ・フィルハーモニー管弦楽団
グレゴリアーナ・フィルハーモニー管弦楽団（英: Gregoriana Philharmony Orchestra)は、群馬県前橋市を中心に活動するアマチュア・オーケストラ。通称「GPO（じーぴーおー）」又は「グレゴリアーナフィル」。

## 概要
- 2004年、群馬大学教育学部音楽科元教授塩谷明（指揮者兼音楽監督）、群馬大学フィルハーモニックオーケストラ及び群馬大学教育学部音楽科の卒業生を中心に、「塩谷明オーケストラ・グレゴリアーナ」として発足[1]。
- 2005年、第1回定期演奏会を開催[2]。
- 2014年、指揮者兼音楽監督の塩谷明に桂冠指揮者の称号を贈呈[3]。同年第10回定期演奏会より「グレゴリアーナ・フィルハーモニー管弦楽団」に団体名称を変更[4]。

## 指揮者
- 塩谷明
- 箕輪健太
- 水戸博之

## 過去の演奏会
- 第1回定期演奏会（2005/08/06）　合唱幻想曲ハ短調／ベートーヴェン　他
- 第2回定期演奏会（2006/09/09）　交響曲第1番ハ短調／ブラームス　他
- 第3回定期演奏会（2007/09/08）　交響曲第8番ヘ長調／ベートーヴェン　他
- 第4回定期演奏会（2008/09/13）　メサイア／ヘンデル
- 第5回定期演奏会（2009/09/12）　交響曲第4番ホ短調／ブラームス　他
- 第6回定期演奏会（2010/09/04）　交響曲第6番ロ短調／チャイコフスキー　他
- 第7回定期演奏会（2011/09/10）　交響曲第3番変ホ長調『エロイカ（英雄）』／ベートーヴェン　他
- 第8回定期演奏会（2012/09/17）　交響曲第3番ヘ長調／ブラームス　他
- 第9回定期演奏会（2013/09/16）　交響曲第9番ニ短調（合唱付き）／ベートーヴェン　他
- 第10回定期演奏会（2014/09/20）　交響曲第4番変ホ長調『ロマンティック』／ブルックナー　他[5]
- 第11回定期演奏会（2015/09/20）　交響曲第2番ホ短調／ラフマニノフ　他[6]
- 第12回定期演奏会（2016/09/10）　交響曲第2番ニ長調／シベリウス　他
- 第13回定期演奏会（2017/09/09）　交響曲第6番ロ短調／チャイコフスキー　他
- 第14回定期演奏会（2018/09/08）　交響曲第5番ニ短調／ショスタコーヴィチ　他